# 하기와라 마이
하기와라 마이(萩原舞, 1996년 2월 7일 ~ )는 사이타마현 출신의 전 여성 아이돌 가수이다. 2017년 6월 12일, 사이타마 슈퍼 아레나에서 ℃-ute 마지막 콘서트 끝으로 연예계를 은퇴했다.

## 특징
- 애칭은 하기티, 마이마이, 하기쨩 등이 있다.
- 오디션 당시의 나이가 만 6세로 하로프로젝트 키즈의 최연소 멤버로 발탁되었다.
- 키즈 가입 당시 뛰어난 비주얼로 주목 받았다.
- 유닛 키라☆피카로 당시 어린 팬들이 많아졌다.
- 그룹 큐트 결성 초기에는 어려서 주목 받지 못했지만

프로듀서에게 가창력을 인정 받으며 노래 파트가 늘기도 했다.
- 춤선이 예쁘고 리듬감이 좋은 편이다.
- 2002년에 하로프로 키즈로 입사해, 인생의 절반 이상을 연예계 생활로 보낸 셈이 된다.
- 취미는 옷 쇼핑과 음악 감상, 좋아하는 음악 장르는 K-POP이다.
- 좋아하는 스포츠는 농구
- 좋아하는 음식은 딸기, 불고기, 돼지고기 겨자 간장 무침
- 좌우명은 하면 된다.(やればできる)
- 강아지를 기르고 있다.
- 좋아하는 큐트 노래는 世界一HAPPYな女の子
- 전 안쥬르므 멤버 타무라 메이미와 아이카와 마호

- 코부시 팩토리의 이노우에 리에가 하기와라 마이를 동경하는 멤버로 꼽았다.

- 2021년 8월 2일 교제하고 있던 일반인 남성과의 결혼을 SNS에 발표했다.

## 활동
헬로! 프로젝트, 헬로! 프로젝트 키즈 및 각 소속 유닛에서의 활동은 각각의 항목을 참조.

### 텔레비전
- 목욕탕집 딸 (2006년 1월 30일 - 3월 31일, TBS) - 히나코 역
- ℃-ute Has Come ～キュートガヤッテキタ～ (2007년 2월 3일 · 17일, KIDS Station)
- 키라링☆레볼루션 (2007년, 테레비도쿄) - 미츠키 히카루 역할
- 베리큐! (2008년 3월 13일 - 10월 3일, 테레비도쿄)
- 요로센! (2008년 10월 6일 - 2009년 3월 27일)
- 미녀학 (2010년 4월 1일 ~ 2011년 4월 14일, TV 도쿄)
- 수학♥여자학원 (2012년 1월 11일 - 3월 28일, 니혼테레비) - 요츠야 유코 역

### CM
- J-Fork 오! 니쿠

### 영화
- 미니모니。더 무비 과자 대모험! (2002년, 도에이)
- 왕게임 (2011년 12월 17일, BS-TBS)

### 무대
- 아이카 미레 주연 뮤지컬「34가의 기적 HERE'S LOVE」 (2004년 11월 27일 - 12월 28일)
- 연극 「ストロンガー」 주연 (2012년)

### 인터넷
- 제16회 하로프로 비디오 채팅 (2005년 7월 11일, 헬로! 프로젝트 on 프렛츠)
- To be (후지테레비 무료 동영상 사이트「알현락 (미상가!) 」)
- 하기와라 마이입니다만, , ,무엇인가?? (2011년 12월 15일 - ustream 보관됨 2021-03-01 - 웨이백 머신)

### 사진집
- 1st 솔로 사진집『萩原舞』 (2009년 10월 10일, 와니북스) 메이킹 DVD 첨부 ISBN 978-4-8470-4186-0
- 2nd 솔로 사진집『まい②』 (2013년 8월 5일, 와니북스) 메이킹 DVD 첨부

### DVD
- 『萩原舞 in 八丈島』(2009년 10월 21일, Zetima)
- 『水色』(2011년 6월 14일)
- 『“萩原舞写真集「まい②」”メイキングDVD～特別編集版～』(2013년 9월 27일)
- 『again』(2014년 9월 6일)

### 노래
- 「미니모니。와 다카하시 아이+4KIDS」
- ALL FOR ONE & ONE FOR ALL! (2004년 12월 1일 발매, 초회반 : EPCE-5343／통상반 : EPCE-5344）C/W 好きになっちゃいけない人
- はなをぷーん (코를 흥) / ふたりはNS (두 사람은 NS) - 키라☆피카 (2007년 8월 1일)
- 「君がいるだけで」 (네가 있는 것만으로) - 풋치모니V (2009년 7월 15일)
- 「ピラッ! 乙女の願い」 (피라! 소녀의 소원) - 풋치모니V (2009년 12월 2일)
- 『行け！元気君』シングルV (2012년 4월 4일)
- 海岸清掃男子 (해안청소남자) / HI-FIN (2013년 8월 7일)

## 소속 유닛
- 키라☆피카 (2007년)
- 풋치모니V (2009년 ~ 2017년)
- CATS EYE7 (2012년)
- HI-FIN (2013년 ~ 2017년)